# Норвіч (Коннектикут)
Норвіч (англ. Norwich) — місто (англ. city) в США, в окрузі Нью-Лондон штату Коннектикут. Населення — 40 125 осіб (2020). У США місто часто називають «Роза Нової Англії» (англ. The Rose of New England). Місто було засноване в 1659 році. До скасування інституту адміністративних центрів у штаті Коннектикут, Норвіч було адміністративним центром округу Нью-Лондон.

## Географія
Норвіч розташований за координатами 41°32′52″ пн. ш. 72°5′22″ зх. д. / 41.54778° пн. ш. 72.08944° зх. д. (41.547860, -72.089488). За даними Бюро перепису населення США в 2010 році місто мало площу 76,16 км², з яких 72,68 км² — суходіл та 3,48 км² — водойми.

## Галерея

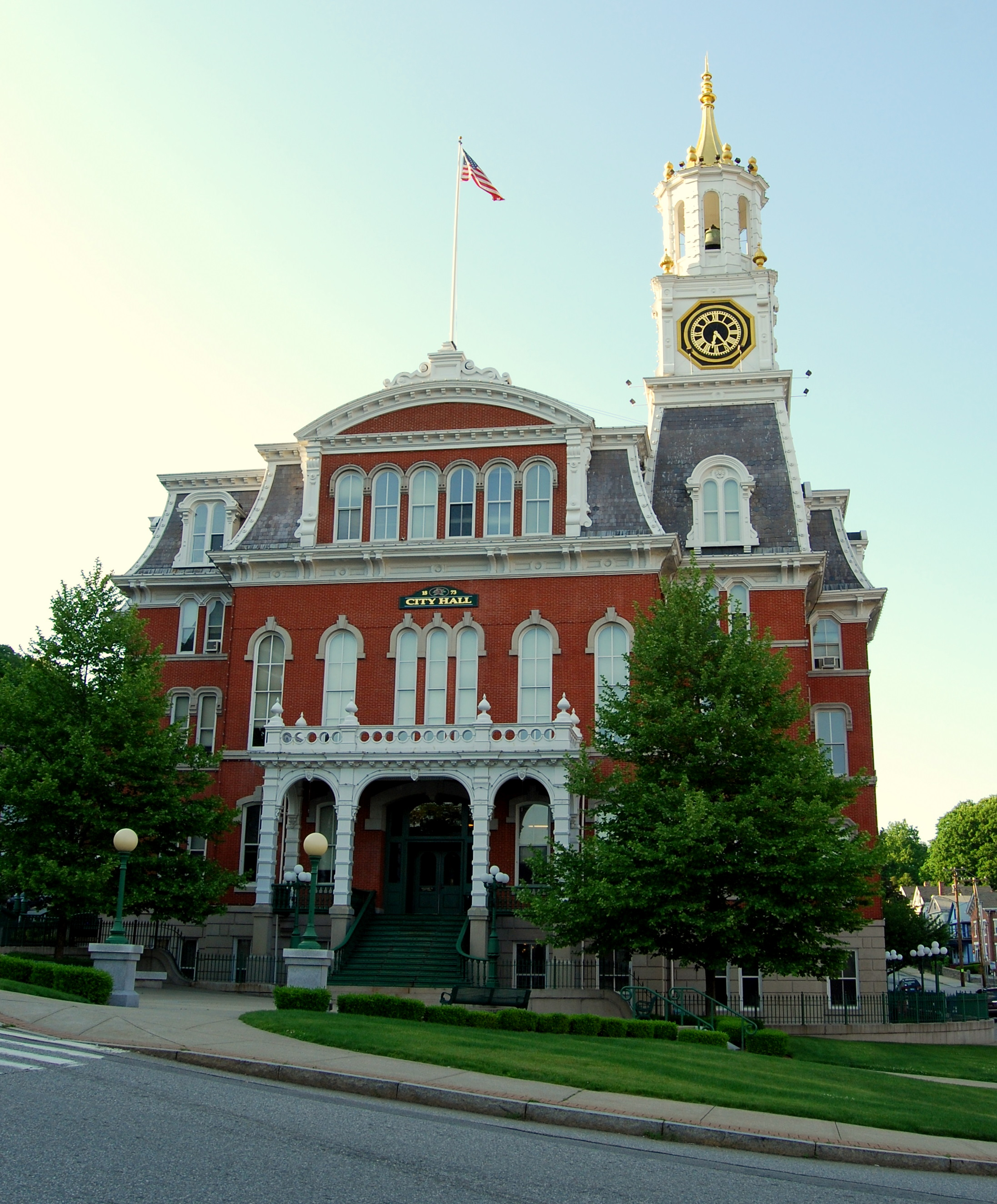
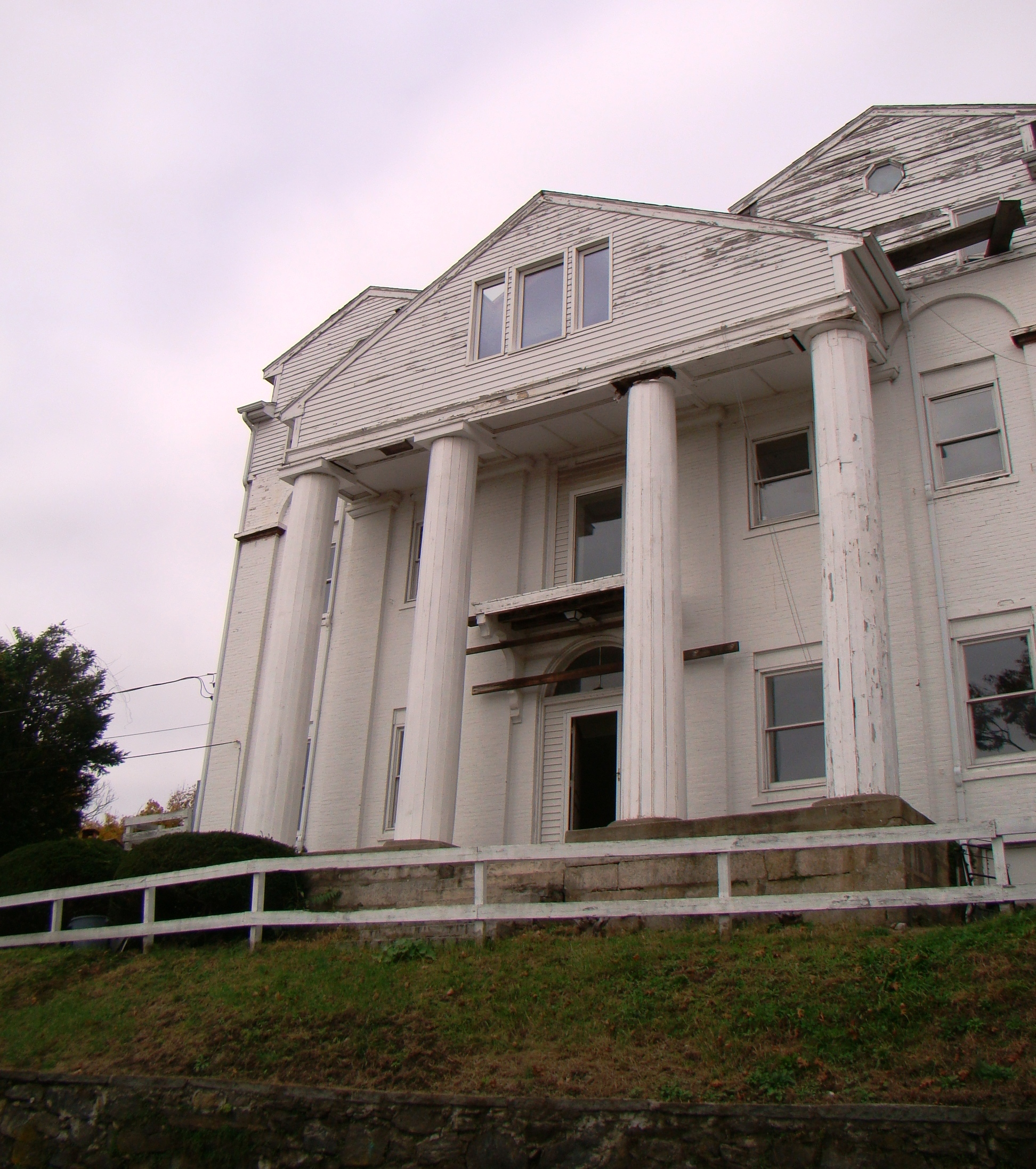
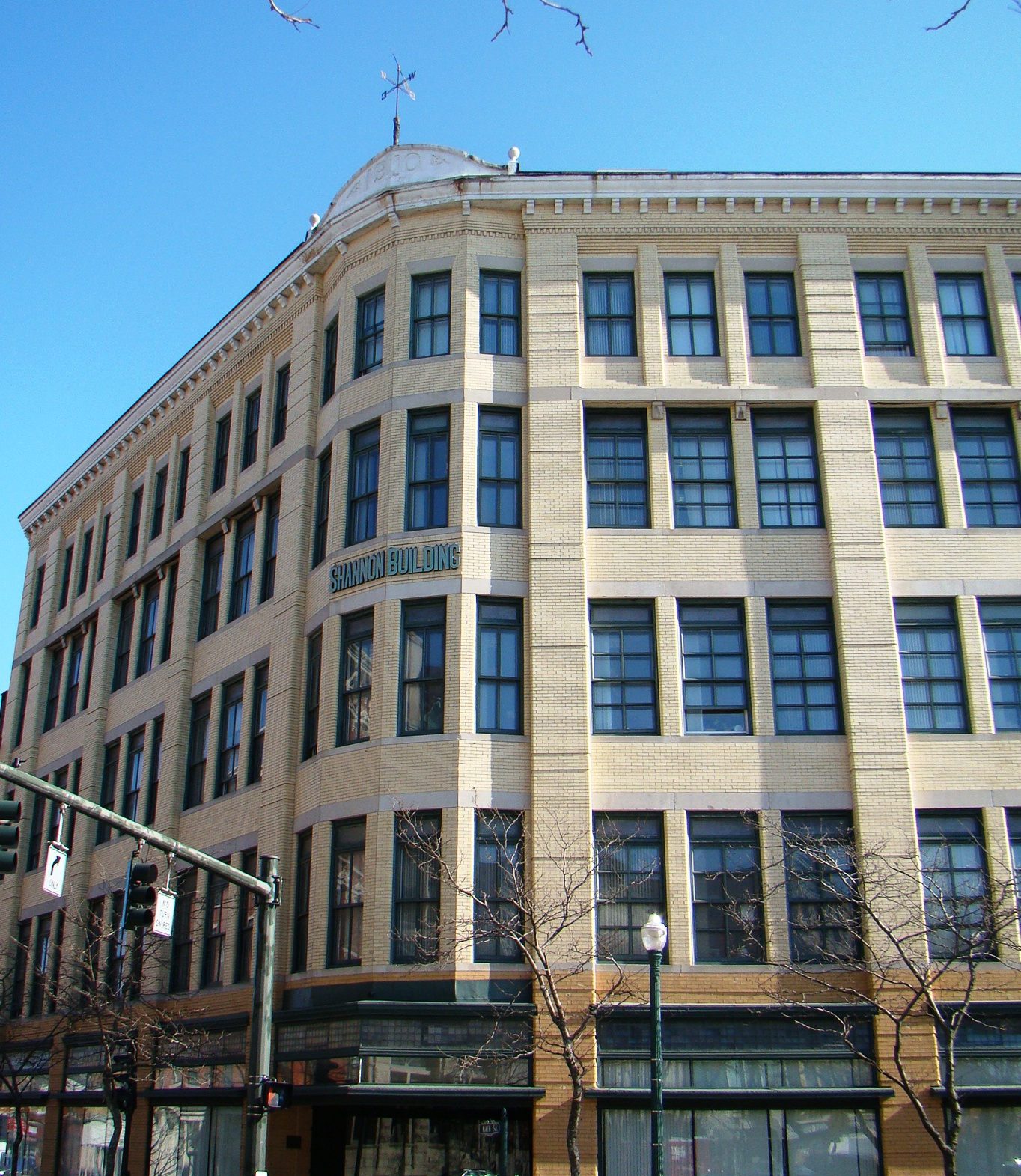
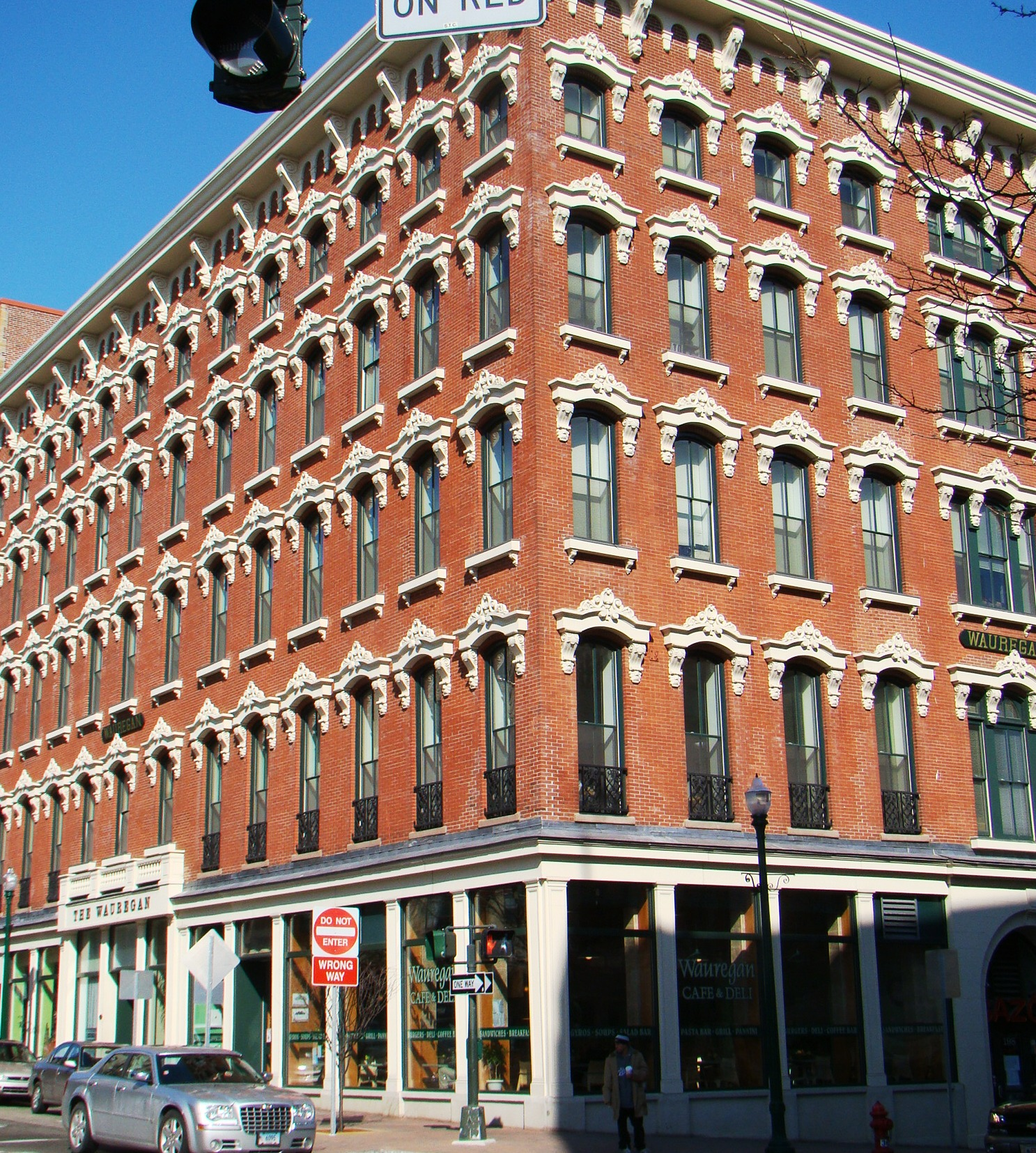

## Демографія
Згідно з переписом 2010 року, у місті мешкали 40 493 особи в 16 599 домогосподарствах у складі 9884 родин. Густота населення становила 532 особи/км². Було 18659 помешкань (245/км²).
Расовий склад населення:
| - 69,5 % — білих - 10,4 % — чорних або афроамериканців - 7,7 % — азіатів - 1,2 % — корінних американців - 0,1 % — вихідців з тихоокеанських островів - 5,8 % — осіб інших рас |

До двох чи більше рас належало 5,2 %. Частка іспаномовних становила 12,6 % від усіх жителів.
За віковим діапазоном населення розподілялося таким чином: 22,5 % — особи молодші 18 років, 64,4 % — особи у віці 18—64 років, 13,1 % — особи у віці 65 років та старші. Медіана віку мешканця становила 38,0 року. На 100 осіб жіночої статі у місті припадало 93,8 чоловіків; на 100 жінок у віці від 18 років та старших — 91,3 чоловіків також старших 18 років.
Середній дохід на одне домашнє господарство становив 65 163 долари США (медіана — 50 078), а середній дохід на одну сім'ю — 76 670 доларів (медіана — 58 207). Медіана доходів становила 45 207 доларів для чоловіків та 36 771 долар для жінок. За межею бідності перебувало 15,7 % осіб, у тому числі 24,6 % дітей у віці до 18 років та 8,0 % осіб у віці 65 років та старших.
Цивільне працевлаштоване населення становило 19 952 особи. Основні галузі зайнятості: мистецтво, розваги та відпочинок — 30,7 %, освіта, охорона здоров'я та соціальна допомога — 23,4 %, роздрібна торгівля — 12,2 %, виробництво — 6,8 %.

## Відомі люди
- Френк Даблдей (* 1945) — американський актор.